# スターリング・モス

建設予定地で視察を行うニコルズ、モス、マネーペニー（手前の人物たち、左から右）

サー・スターリング・クロフォード・モス（Sir Stirling Craufurd Moss, OBE 1929年9月17日 - 2020年4月12日）は、1950年代に活躍したイギリスの元レーシングドライバーである。
歴代の中でもトップドライバーに数えられる実力を持ちながら、結局一度もチャンピオンになることはなかった。「世界チャンピオンにならなかった最も偉大なドライバー」と評され、日本語では「無冠の帝王」と称される。妹はラリードライバーのパット・モス・カールソン。

## 経歴

### 生い立ち
モス家の先祖はユダヤ人（アシュケナジム）で、19世紀末まで姓は”Moses”であった。父親のアルフレッド・モス (Alfred Moss) は歯科医で、1924年のインディ500で16位完走した腕前のアマチュアレーサーでもあった。母親のアイリーンもアマチュアレーサーで、ふたりはブルックランズで出逢って結婚し、1929年に息子のスターリング、1934年に娘のパットが生まれた。子供たちは幼い頃から乗馬をたしなみ、パットはのちに障害馬術の選手となり、ラリードライバーとしてもヨーロッパ・レディースカップを5度制覇し、SAAB使いの名手エリック・カールソン (Erik Carlsson) と結婚した。

### 初期の活動
モスは9歳の頃中古のオースチン・7を買い与えられ、自宅の周りで運転していた。15歳で運転免許を取り、乗馬の出場手当でモーガンを購入した。終戦後の1947年にはBMW・328でレースに出場し始めた。歯科医になることを期待する父親を説得し、18歳の誕生日にオートバイ用エンジンを搭載するクーパー・JAPを買ってもらい、1948年4月7日、500ccフォーミュラレースに初出場して優勝した。Nephritis（腎炎）のため兵役免除となり、レーシングドライバーとして国内外で活動することになる。
1950年、F1世界選手権開幕戦となったイギリスGPの前座レースで、最終ラップにエンジンを壊しながらも2位に入賞。イギリス勢が著しく振るわなかったレースウィークにおける数少ない喜ばしい話題として、多くのメディアに取り上げられ、イギリス国内で注目を浴び始めた。第2戦モナコGPの前座レースでは優勝。RACツーリスト・トロフィーではジャガー・XK120をドライブし、メジャーレース初優勝を記した。モスはこの英国伝統のイベントを7度制覇することになる。

### F1

#### 1954年以前

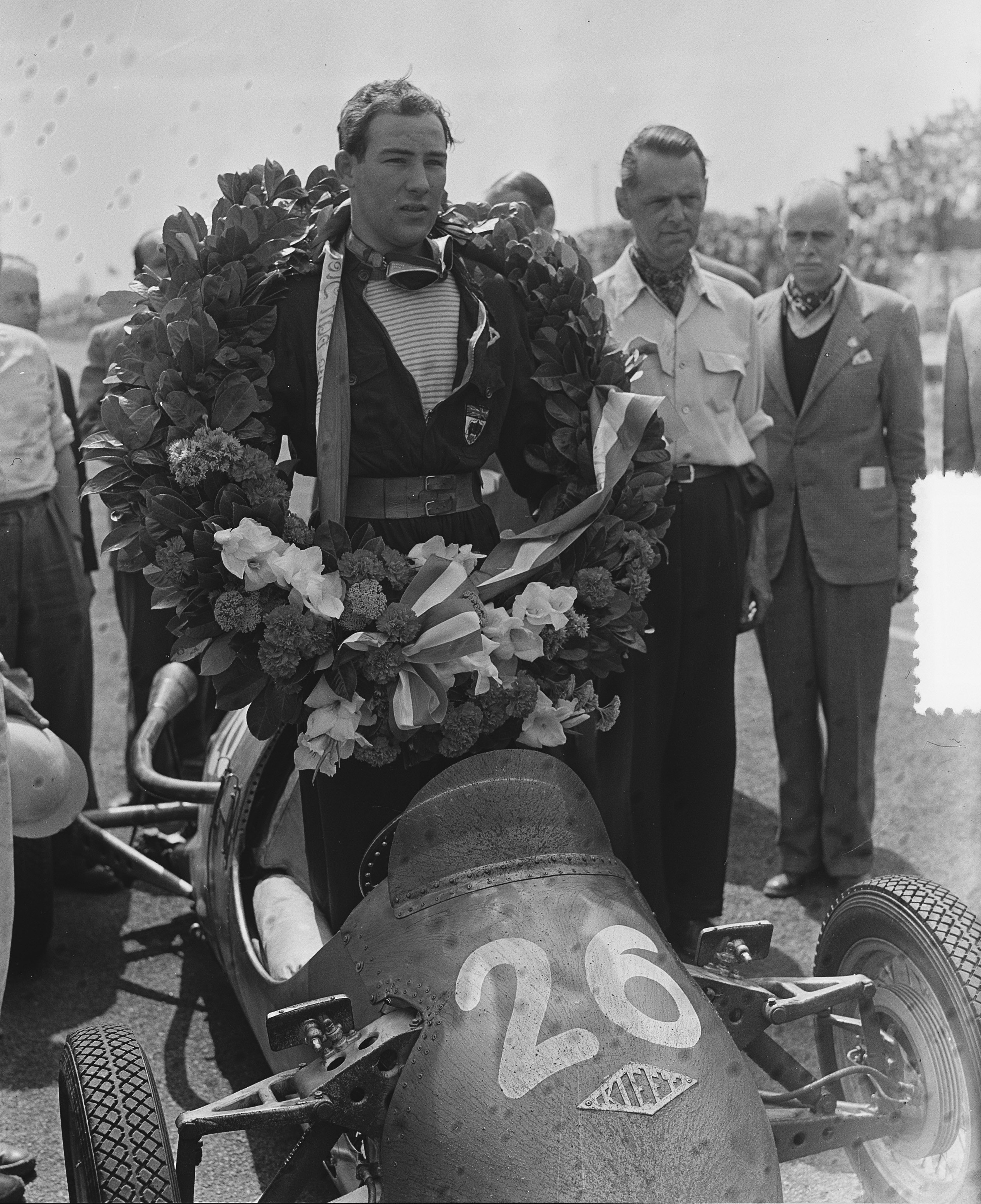
F1デビューの年、オランダの500ccレースにて優勝（1951年）

1951年開幕戦スイスGPにおいて、HWMからF1デビューし8位で完走。その後、1953年まではHWM、ERA、コンノート、クーパーから散発的に参戦。当時はまだ英国車の競争力が低く、入賞は果たせなかった。1952年にはラリー・モンテカルロにサンビーム-タルボット・90で出場し、総合2位を獲得した。
1954年はグランプリに復帰するメルセデスにシートを求めたが、実績不足を理由に断られた。自費でマセラティ・250Fを購入してプライベーターとして参戦し、第3戦ベルギーGPで3位を獲得。この年の入賞はこれのみだったが、第5戦イギリスGPでは初ファステストラップ（以下：FL）を記録し、マセラティのワークスチームに昇格。イタリアGPではレース終盤にリタイアするまでトップを快走するなど才能を開花させた。

#### 1955年
1955年はメルセデスに招かれ晴れてワークスチーム入りを果たし、エースドライバーのファン・マヌエル・ファンジオに次ぐポジションを確立する。最強マシンW196を駆り、第4戦ベルギーGP・第5戦オランダGPと連続で2位フィニッシュした後、第6戦イギリスGPでは初のポールポジション（以下：PP）を獲得。決勝でもファンジオの追走を制し、地元でF1初優勝を達成した。ポールトゥーウィンであることに加えてFLも記録し、モスづくしのレースとなった。最終的に、ファンジオに次ぐランキング2位でシーズンを終えている。
この年はスポーツカー世界選手権でもメルセデス・ベンツ・300SLRを駆り、メルセデスのマニュファクチャラーズチャンピオン獲得に貢献した。ミッレミリアではジャーナリストのデニス・ジェンキンソン (Denis Jenkinson) をナビゲーターにして出場し、ブレシア-ローマ間往復992マイル (1,596km) を10時間7分48秒で走破し、2位のファンジオに32分差を付けて優勝。平均速度98mphの新記録を樹立した。モス自身、この勝利をレースキャリアのベストに選んでいる。モスはサーキットをぐるぐる廻るよりも、一般道を走る公道レースの方が好きだったという。

#### 1956年
1956年はメルセデスの活動休止によりマセラティに復帰し、フェラーリに移籍したファンジオと選手権を争った。モナコ初制覇を含め2勝・1PP・3FLを記録し、最終戦イタリアGPでの勝利により、ランキングでピーター・コリンズを上回り、ファンジオに次ぐ2位に浮上した。

#### 1957年
1957年は開幕戦アルゼンチンGPのみマセラティから出走し、その後ヴァンウォールに移籍。前半は結果を残せなかったものの、後半は4戦中3勝を記録。第5戦イギリスGPではトニー・ブルックスとマシンをシェアして優勝し、イギリス製マシンのF1初勝利を記録した。他にも1PP・2FLを記録し、3年連続でファンジオに次ぐランキング2位となった。

#### 1958年

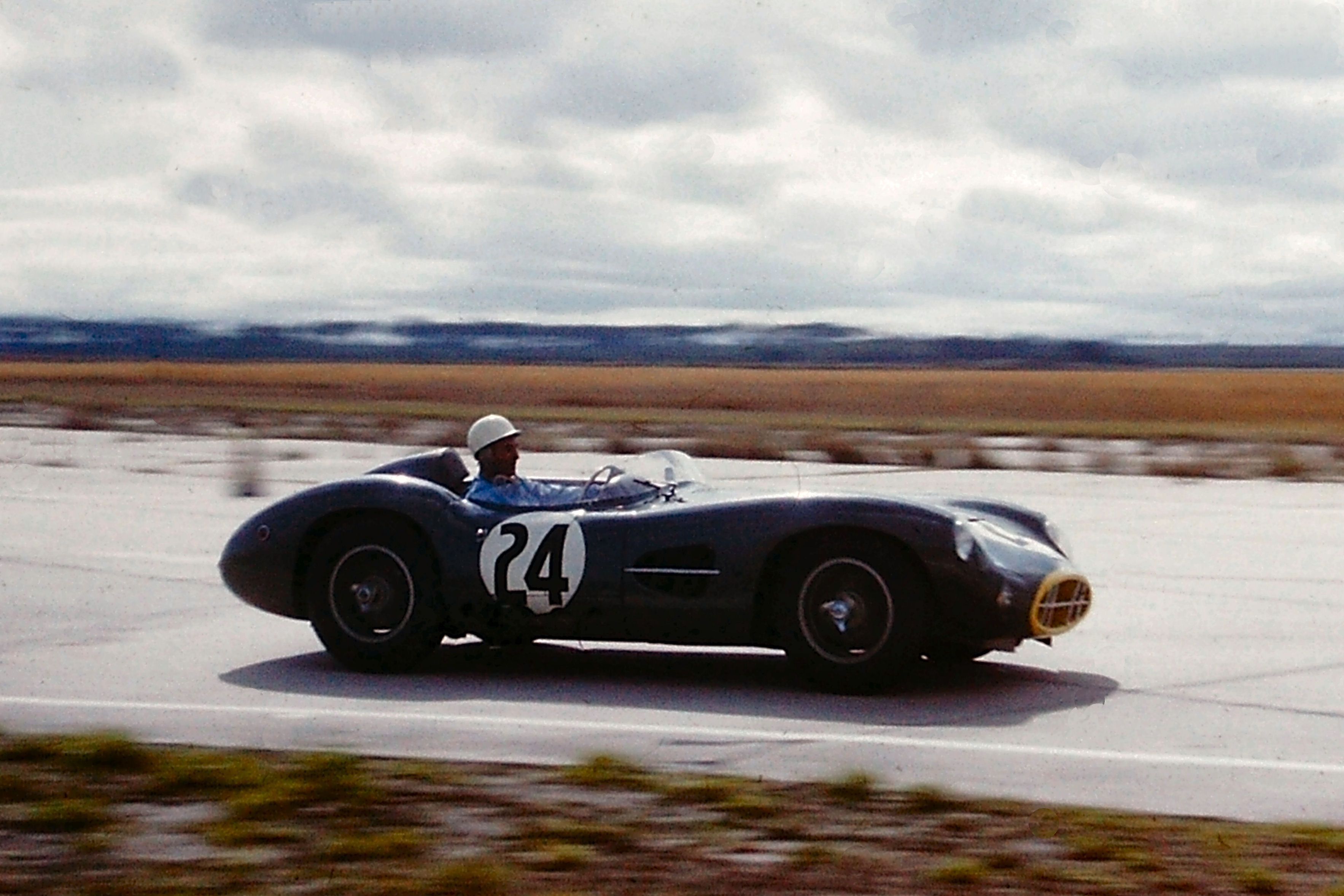
セブリング12時間レースにアストンマーティンDBR1で出場（1958年）

1958年もヴァンウォールからの出走だったが、開幕戦アルゼンチンGPのみプライベーターのロブ・ウォーカー・レーシングから急遽参戦。ミッドシップレイアウトのクーパー・クライマックスは非力な1,900ccエンジンのハンディに加え、フロントエンジンレイアウトが主流の時代故に珍車的扱いだったが、軽量な車体を活かしたタイヤ無交換作戦が決まり2位と2.7秒差で優勝した。前年暮に開催が決定したためワークスチームはフェラーリだけと手薄だった事にも助けられたが、ミッドシップF1マシンの初優勝を記録した。
この年は、ファンジオが2戦に出走したのみで引退し、モスとフェラーリのマイク・ホーソーンの間で激しいチャンピオン争いが行われた。第9戦ポルトガルGPではモスが優勝し、ホーソーンが2位であったが「レース中コースアウトしたホーソーンがエンジンを再始動する際、コースを逆走した」と指摘され失格処分となった。しかし、現場を目撃したモスが「ホーソーンの車を押しがけたのはコース外であった」と競技委員に証言し、ホーソーンの2位復活が認められ、ホーソーンは結果から見れば決定的なポイントを得た。
最終的にモスは4勝を挙げたが、1勝のホーソーンに1ポイント差で敗れ、イギリス人初のF1ワールドチャンピオンの栄誉を譲ることになった。これにより、4年連続でランキングは2位となった。堅実にポイントを稼いたホーソーンに対し、モスはリタイヤが多く、またFLでもホーソーンの5度に対し3度と下回っていた。PPは3度だった。

#### 1959年
ヴァンウォールの撤退後はワークスチームに所属せず、プライベーターのロブ・ウォーカー・レーシング・チームと契約した。トップレベルとは言いがたいマシンでワークスチームに挑み、勝利を飾るモスの姿は、観衆から大きな支持を得たという。
1959年はロブ・ウォーカー（マシンはクーパー）の他、父親のアルフレッド・モスとマネージャーのケン・グレゴリーが設立したブリティッシュ・レーシング・パートナーシップ (BRP) からも3戦出場した（マシンはBRM）。
開幕戦モナコGPにて、PPからトップ走行中、トラブルにより残り約20周でストップ。これも含め前半戦は未勝利だったが、第7戦ポルトガルGP・第8戦イタリアGPと2連続ポール・トゥー・ウィンを飾り、ワークスクーパーのジャック・ブラバムを猛追。最終戦アメリカGPを残した時点でランク2位につけ、チャンピオンのチャンスも残っていた。しかしアメリカGPでは、PPからトップ走行中の6周目に、トランスミッショントラブルでリタイヤ。トニー・ブルックスにも抜かれ、ランクは3位に終わった。
この年は実質8戦中、2勝以外に2位を1度記録したが、他はリタイヤ4回・失格1回と、前年まで見られた傾向は変わっていなかった。他に、PP・FLを共に4回獲得している。

#### 1960年
1960年はロブ・ウォーカーより、ロータス・18を使用して参戦。第2戦モナコGPではロータスのコンストラクター初勝利を達成した。しかし、第5戦ベルギーGPの予選中にクラッシュで両足を骨折。タイムは3位ながら決勝の走行は出来ず、3戦欠場を余儀なくされた。
しかし、復帰後に最終戦アメリカGPで優勝。シーズンの半分近くは欠場という状況ながら、2勝・4PP・2FLを記録し、ランキングではブラバム、ブルース・マクラーレンに次ぐ3位に入った。

#### 1961年
1961年は開幕戦モナコGPでPPを獲得。決勝でもフェラーリ勢2台の猛追を受けながら、予選PPタイムを約3秒上回るFLを叩き出し、リッチー・ギンザーに3秒差をつけて勝利した。旧型のロータス・18/21でこの年の最強マシンであるフェラーリ・156F1を相手にしての快勝劇は、モス自身F1でのベストレースに挙げている。第6戦ドイツGPでは、雨に賭けたタイヤ選択が成功して優勝した。第7戦イタリアGPでは、36周でホイール・ベアリングのトラブルのためリタイアしたが、乗ったのはイネス・アイルランド用のワークス・カーだった。ロブ・ウォーカーチームの旧型のロータスで苦戦していたモスを見たアイルランドが、スタート1時間前にマシン交換を申し出たためである。

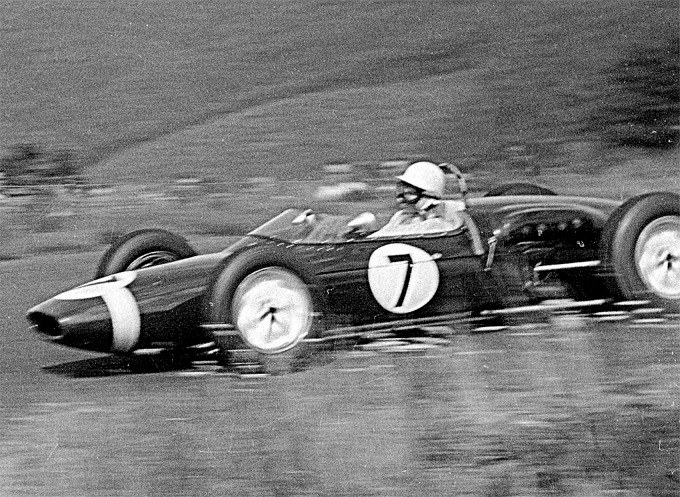
ニュルブルクリンクで開催された1961年ドイツGPで優勝したモス

この年、フェラーリが参加したレースで優勝を奪えたのはモスのみだった。ランキングは1959年から3年連続の3位となった。全8戦中、2勝以外は4位1回のみと、リタイヤの多さが見られた。
その他、ファーガソンの四輪駆動マシンP99に乗り、非選手権F1レースの「インターナショナル・ゴールド・カップ」に出場して優勝。これはF1レースにおいて4駆車が記録した唯一の勝利である。

### 現役引退、その後
1962年3月23日、セブリング12時間レースでペドロ・ロドリゲス、スティーブ・マックイーン、イネス・アイルランドと共にチームを組んで参戦。その前座で行なわれた1000cc以下の車に限定された3時間耐久レースではオースチン・ヒーレー・スプライトMk.2にも乗っていた。
その直後、シーズン開幕前にグッドウッドで行われた非選手権レース「グローヴァー・トロフィー」に出場したが、コースアウトし芝の斜面に激突して頭部に重傷を負い、昏睡状態に陥る。1ヵ月後に意識が回復したが、半年間は麻痺が残った。
事故から1年後の1963年、怪我の回復をみてテスト走行を行ったが、精神面で集中しきれないことを悟り、全盛期の32歳にして現役引退を決意した。モスは後に引退の決断が早すぎたとも認めている。F1通算16勝は1991年にナイジェル・マンセルに破られるまでイングランド人ドライバーとして最多勝だった。

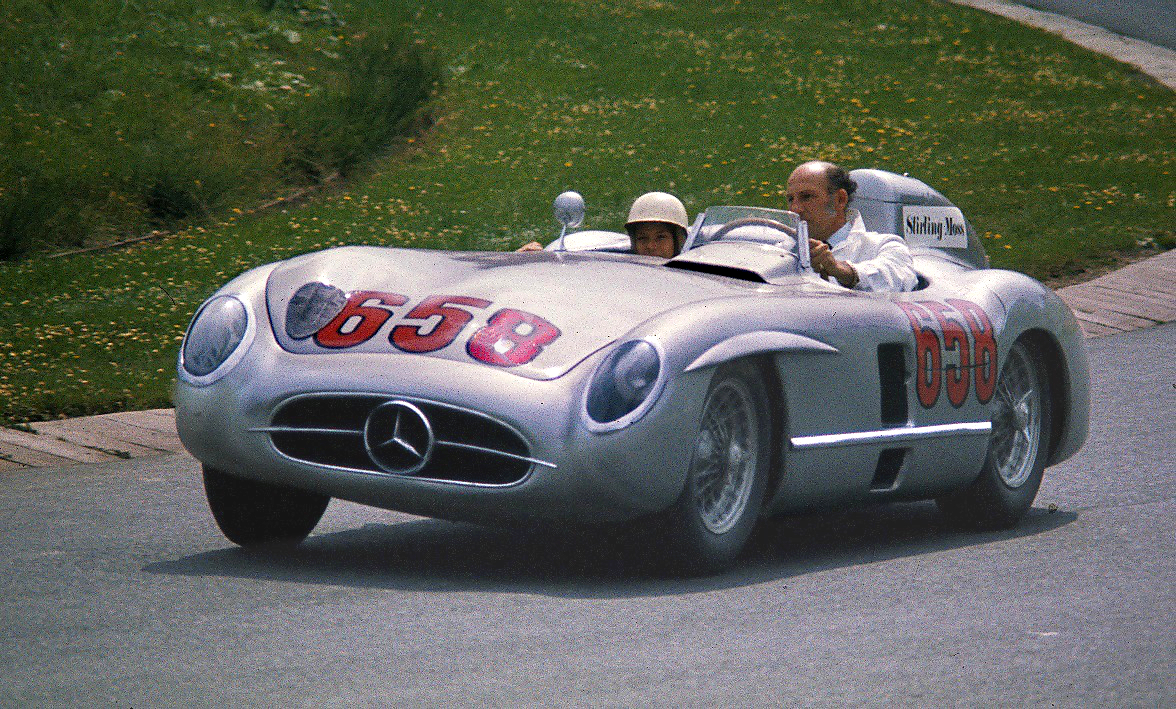
メルセデス・ベンツ・300SLRをドライブするモス（1977年）

その後、1980年に現役復帰し、イギリスツーリングカー選手権 (BTCC) でアウディ・80をドライブ。本人曰く「大失敗。スリックタイヤと前輪駆動のレースは初めてで、楽しめなかった」。以後もヒストリックカーレースに定期的に出場した。
1990年に国際モータースポーツ殿堂入り。2000年にはモータースポーツの発展に貢献したとして「ナイト」の称号が与えられた。
2010年3月、モスは自宅内でエレベーターに乗ろうとした際に誤ってホールに転落し、両足骨折の重傷を負ったと報じられた。

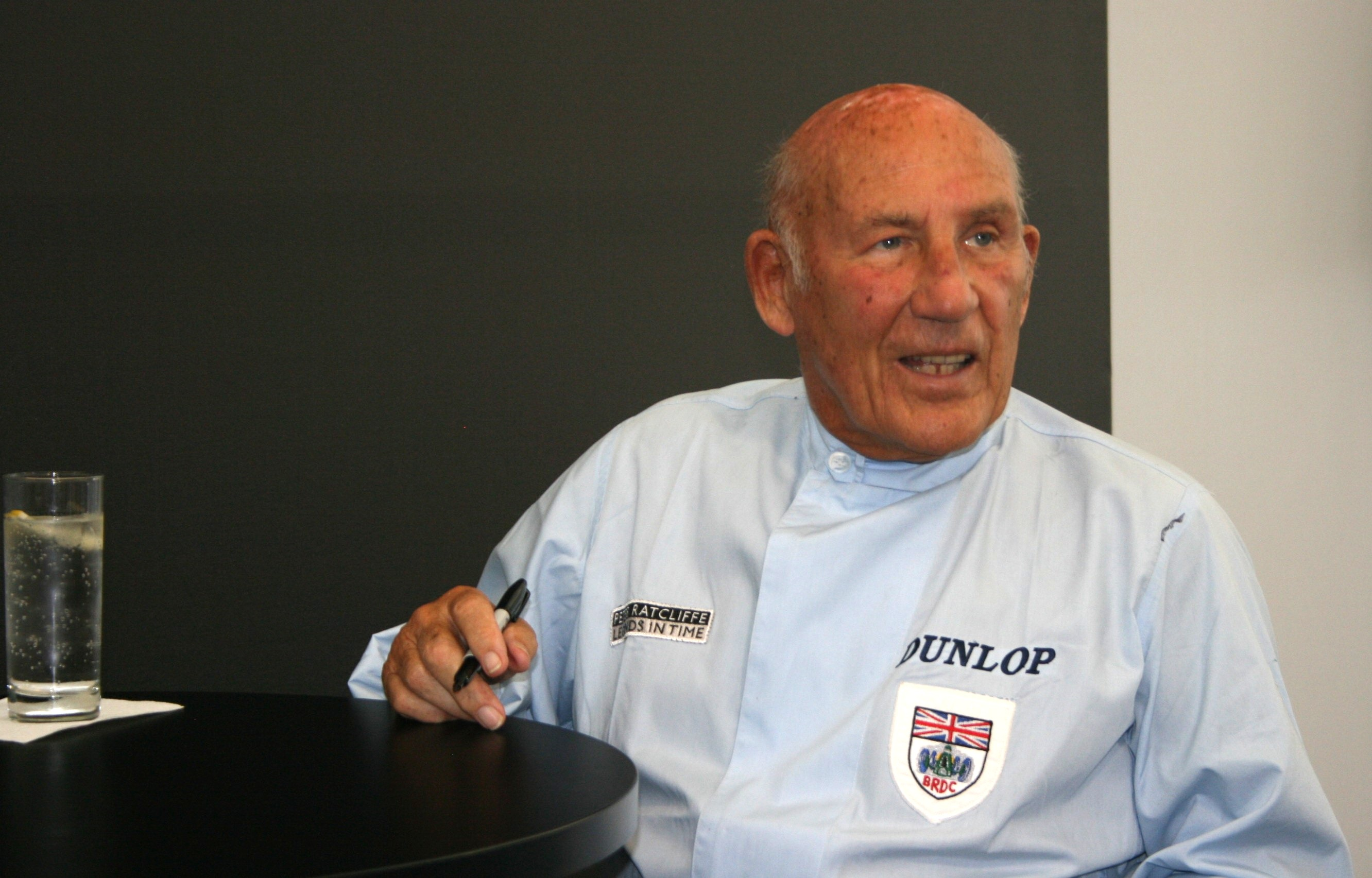
グッドウッド・フェスティバル・オブ・スピード 2011にて

2011年6月9日、81歳のモスは正式にモーターレーシングから引退することを自身のウェブサイト上で公表した。
2016年12月22日、重篤な胸部感染症のためシンガポールで入院。一時は合併症も引き起こしたが回復に向かい、翌2017年5月に退院してイギリスに帰国した。2018年1月19日、息子のエリオットにより公の場からの引退が発表された。
2020年4月12日、療養中の自宅で死去したことが公表された。90歳没。スージー夫人は「彼はまるで生きているかのように息を引き取りました。普段通りの姿でした。ただ力尽き、その美しい目を閉じ、それが最期となりました」と話した。
古巣のメルセデスや仇敵フェラーリのほか、ジャッキー・スチュワート、ルイス・ハミルトン、ジェンソン・バトンといった後輩の英国人F1チャンピオン、その他多くのモータースポーツ関係者から哀悼のメッセージが送られた
。

## エピソード

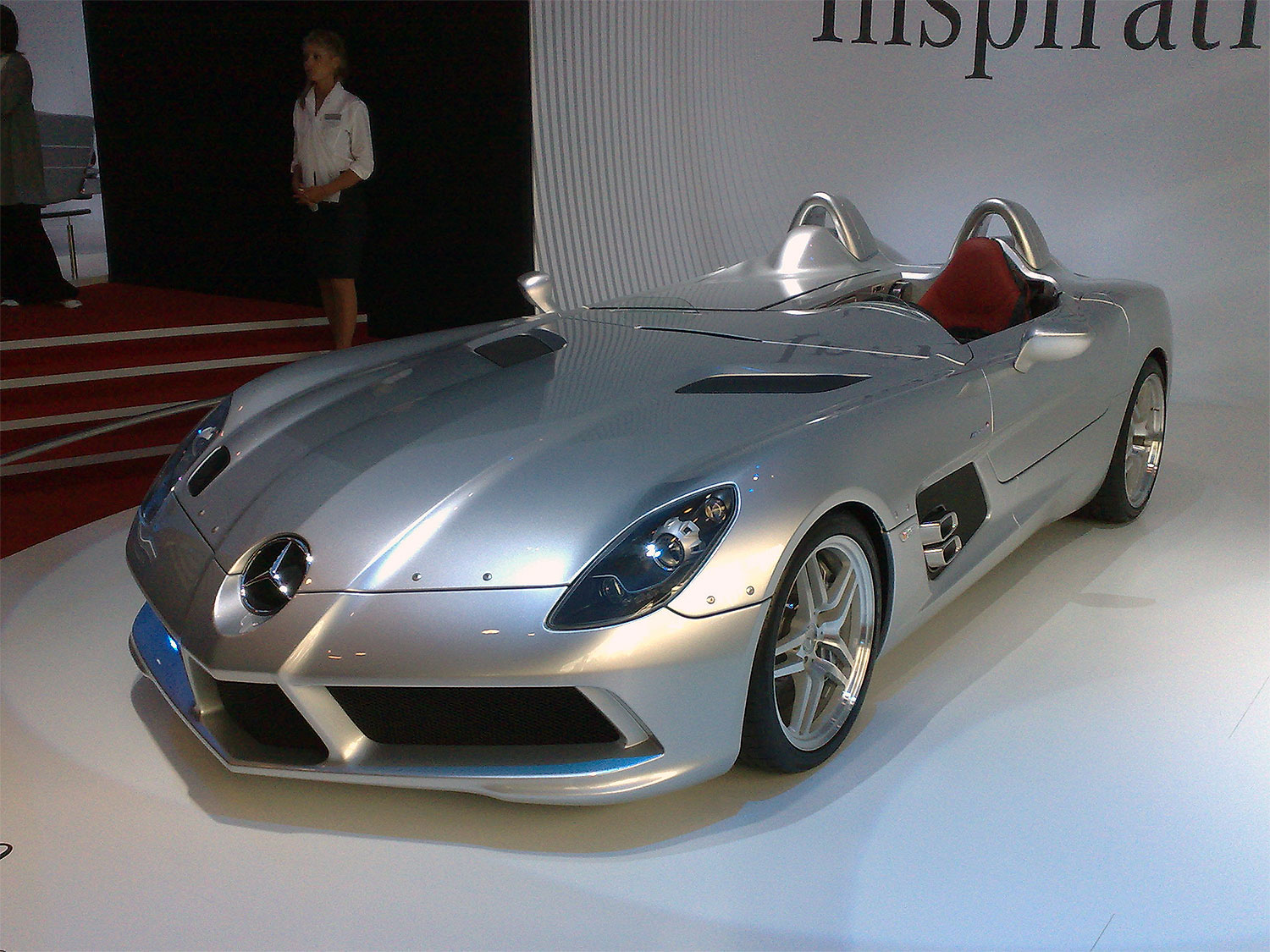
メルセデスベンツ・SLRスターリング・モス

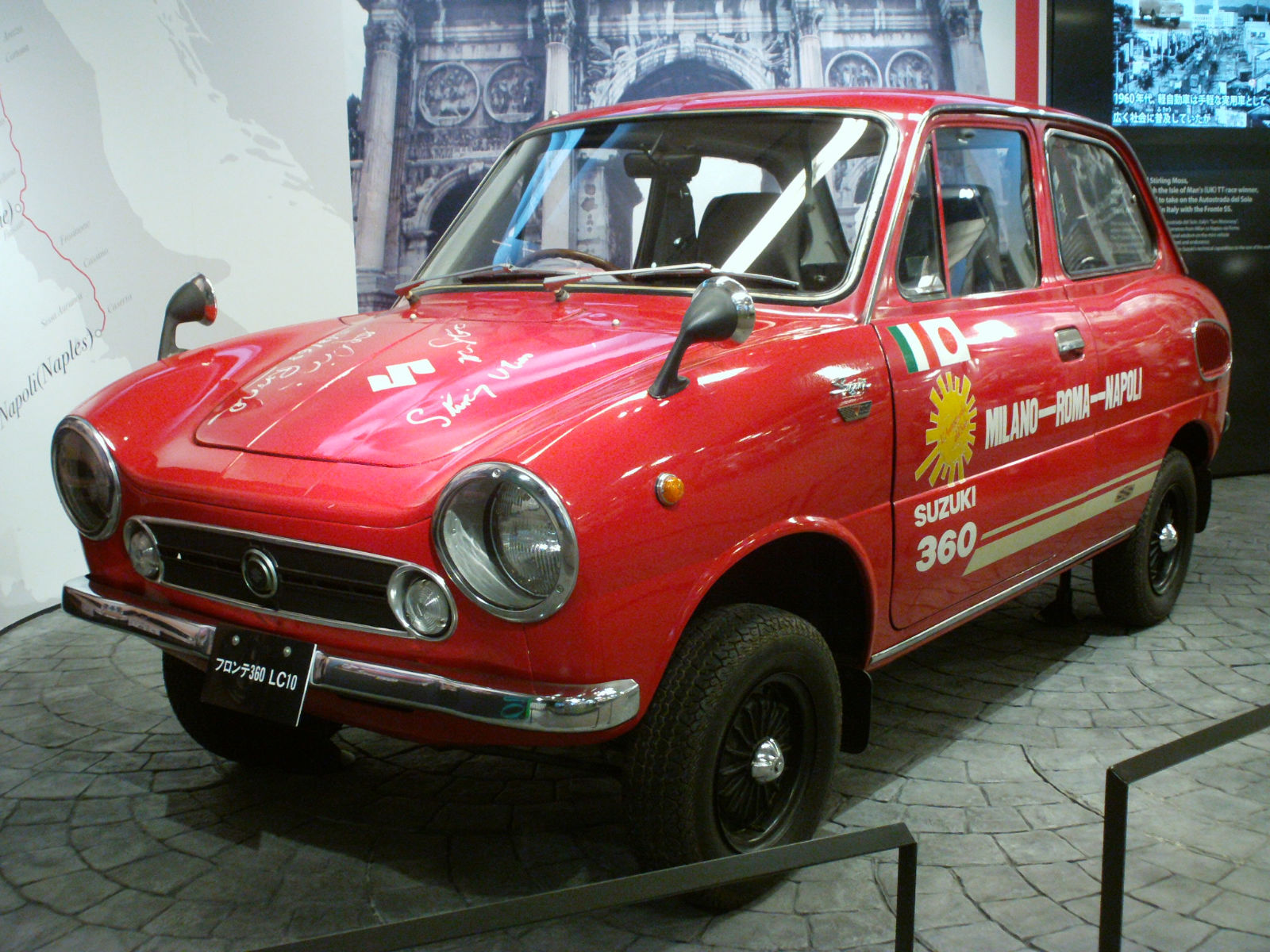
スズキ・フロンテSS 高速走行テスト車

評価
チャンピオンにならなかったにもかかわらず、母国イギリスでは英雄的存在であり、「モスに手紙を書く際には、スターリング・モス、イングランド」という宛名だけで手紙が届く」という逸話もある。
1961年の開幕戦のモナコGPで2位のリッチー・ギンザーは、「もしモスがもっとワークス・チームから出場していれば、何度でもチャンピオンになっていただろう。私の知る限り、彼は最高のドライバーだった。誰も比べものにならないよ」と評している。
トリビュートモデル
2009年にメルセデス・ベンツから彼の名を冠したスポーツカー「メルセデス・ベンツ・SLRスターリング・モス」が75台限定で販売された。
フェラーリとの関係
何度もチャンピオン争いに絡みながら1度も王座に就けなかったのは、母国を愛する気持ちから、必要以上にイギリスチームに拘った結果とされる。同郷のマイク・ホーソーンやピーター・コリンズ、トニー・ブルックスがフェラーリに所属したにも関わらず、モスはその強豪チーム入りを選ばなかった。1951年、売り出し中のモスはフェラーリからフォーミュラ2 (F2) レース出場のオファーを受け、父親とともにイタリアへ赴いた。ふたりは翌年のワークス契約を期待していたが、フェラーリのメカニックから「この車でレースに出るのはピエロ・タルッフィだ」と告げられた。モスはその仕打ちに立腹し、「決してエンツォ・フェラーリのためには走らない」と誓った。スポーツカーレースではプライベートチームのみフェラーリに乗り、13戦11勝という戦績を収めている。
1961年末にはフェラーリから再度オファーを受け、チャンピオンマシンである156F1がロブ・ウォーカー・レーシングに供給されるという話がまとまった。しかし、1962年シーズン前の大事故によって、この計画は幻に終わった。モスは「最大の後悔は一度もフェラーリで走らなかったことさ」と振り返っている。
日本との関係
1964年、建設中の富士スピードウェイのアドバイザーとして来日した。富士はNASCAR風のオーバルコースとして計画されていたが、現地視察の際に建設地が山麓の傾斜地である事を素早く見抜き、「こんな地形でオーバルサーキットなんてナンセンスも甚だしい。今すぐヨーロッパ式のロードコースに改めた方がいい」と一喝した。その後、コースレイアウトは高速バンクとロードコースの折衷型に修正された。
生沢徹が渡英した際、レース活動に困窮してモスに相談したところ、親身になってチームを紹介している。
1968年、イタリアの高速道路アウトストラーダ・デル・ソーレ（太陽の道）で軽自動車スズキ・フロンテSSの高速走行テストを行い、ミラノ-ナポリ間746.9kmを6時間6分5秒（平均速度122.44km/h）で走破した。

## 発言

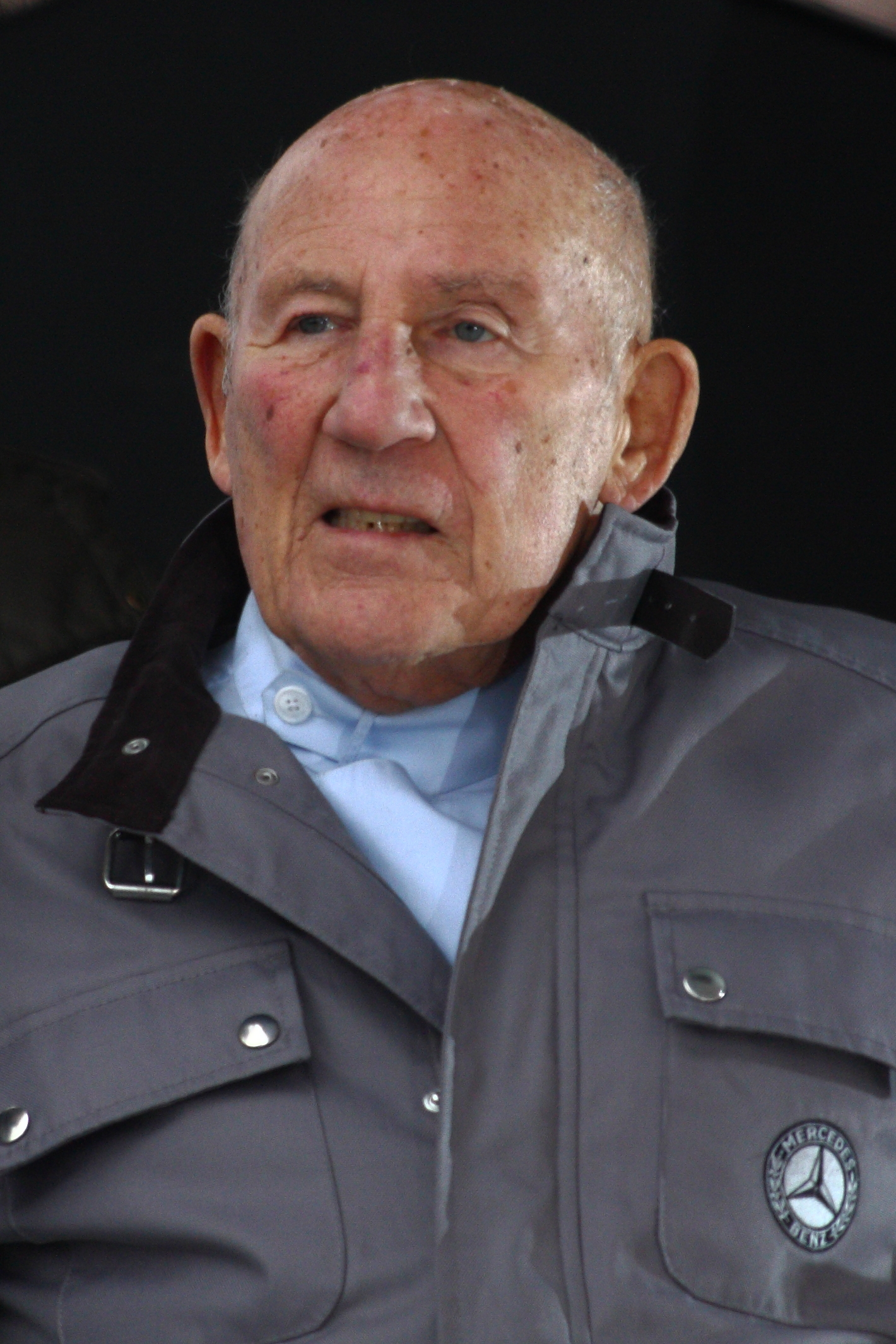
引退後、晩年のモス（2014年）

引退後も、F1に何かしらの動向があれば度々コメントを発している。辛口な意見が掲載されることも多い。
- 「彼はライオンの口に頭を突っ込んだようなものだよ[25]」 - 2010年にルイス・ハミルトン中心のマクラーレンへの移籍を決めたジェンソン・バトンについて。
- 「彼の行動は極めて悪いと思う。今のようなドライビングを絶対にすべきではない。彼は素晴らしいドライバーだが、悪い見本になっている[26]」 - 2011年カナダGPのハミルトンの接触事故について。
- 「彼は非常に賢い男だが、私には理解できない。今までの功績にダメージを与えているだけだ。ピークを過ぎたと言う人もいるが、本当にそうなのかもしれない[27]」 - 2010年に現役復帰したミハエル・シューマッハについて。
- 「FIAはもっと下手なドライビングについて出場停止など厳しい処分を行うべきだ[28]」 - 2006年サンマリノGPの井出有治の接触事故について。
- 「ジャッキー・スチュワートは、レースを安全にするためにずいぶん努力した。巨大なランオフエリアがその一例だ。だが、私に言わせれば、むしろサーキットによってはこれがスポーツを台無しにしていると思えるんだよ[10]」- レースの魅力と安全性について。
- 「チームオーダーは常に存在したし、これからも存在する。私はそれでいいと思う[29]」 - チームオーダー禁止ルールの撤廃について。
- 「女性は力は持っていると思うが、過酷なレースに耐えるための精神力を備えているかどうかは疑問に感じる」 - 女性レーサーがF1で成功する可能性について[30]。

## レース戦績

### F1
| 年     | エントラント                        | シャシー | エンジン                  | 1        | 2       | 3       | 4       | 5       | 6       | 7       | 8       | 9       | 10      | 11    | WDC  | ポイント |
| ------ | ----------------------------------- | -------- | ------------------------- | -------- | ------- | ------- | ------- | ------- | ------- | ------- | ------- | ------- | ------- | ----- | ---- | -------- |
| 1951年 | HWM                                 | 51       | アルタ F2 2.0 L4          | SUI 8    | 500     | BEL     | FRA     | GBR     | GER     | ITA     | ESP     |         |         |       | NC   | 0        |
| 1952年 | HWM                                 | 52       | アルタ F2 2.0 L4          | SUI Ret  | 500     |         |         |         |         |         |         |         |         |       | NC   | 0        |
| 1952年 | ERA                                 | G        | ブリストル BS1 2.0 L6     |          |         | BEL Ret | FRA     | GBR Ret | GER     | NED Ret |         |         |         |       | NC   | 0        |
| 1952年 | コンノート                          | A        | リー・フランシス 2.0 L4   |          |         |         |         |         |         |         | ITA Ret |         |         |       | NC   | 0        |
| 1953年 | コンノート                          | A        | リー・フランシス 2.0 L4   | ARG      | 500     | NED 9   | BEL     |         |         |         |         |         |         |       | NC   | 0        |
| 1953年 | クーパー                            | Special  | アルタ GP 2.5 L4          |          |         |         |         | FRA Ret | GBR DNA |         |         |         |         |       | NC   | 0        |
| 1953年 | クーパー                            | T24      | アルタ GP 2.5 L4          |          |         |         |         |         |         | GER 6   | SUI     | ITA 13  |         |       | NC   | 0        |
| 1954年 | エキップ・モス （マセラティ）       | 250F     | マセラティ 250F1 2.5 L6   | ARG      | 500     | BEL 3   | FRA     |         |         |         |         |         |         |       | 13位 | 4 1⁄7    |
| 1954年 | AE・モス （マセラティ）             | 250F     | マセラティ 250F1 2.5 L6   |          |         |         |         | GBR Ret | GER Ret |         |         |         |         |       | 13位 | 4 1⁄7    |
| 1954年 | マセラティ                          | 250F     | マセラティ 250F1 2.5 L6   |          |         |         |         |         |         | SUI Ret | ITA 10  | ESP Ret |         |       | 13位 | 4 1⁄7    |
| 1955年 | ダイムラー・ベンツ （メルセデス）   | W196     | メルセデス M196 2.5 L8    | ARG 4†   | MON 9   | 500     | BEL 2   | NED 2   | GBR 1   | ITA Ret |         |         |         |       | 2位  | 23       |
| 1956年 | マセラティ                          | 250F     | マセラティ 250F1 2.5 L6   | ARG Ret  | MON 1   | 500     | BEL 3*  | FRA 5*  | GBR Ret | GER 2   | ITA 1   |         |         |       | 2位  | 27 (28)  |
| 1957年 | マセラティ                          | 250F     | マセラティ 250F1 2.5 L6   | ARG 8    |         |         |         |         |         |         |         |         |         |       | 2位  | 25       |
| 1957年 | ヴァンダーヴェル （ヴァンウォール） | VW 5     | ヴァンウォール 254 2.5 L4 |          | MON Ret | 500     | FRA     | GBR 1‡  | GER 5   | PES 1   | ITA 1   |         |         |       | 2位  | 25       |
| 1958年 | ロブ・ウォーカー （クーパー）       | T43      | クライマックス FPF 2.0 L4 | ARG 1    |         |         |         |         |         |         |         |         |         |       | 2位  | 41       |
| 1958年 | ヴァンダーヴェル （ヴァンウォール） | VW 5     | ヴァンウォール 254 2.5 L4 |          | MON Ret | NED 1   | 500     | BEL Ret | FRA 2   | GBR Ret | GER Ret | POR 1   | ITA Ret | MOR 1 | 2位  | 41       |
| 1959年 | ロブ・ウォーカー （クーパー）       | T51      | クライマックス FPF 2.5 L4 | MON Ret  | 500     | NED Ret |         |         | GER Ret | POR 1   | ITA 1   | USA Ret |         |       | 3位  | 25 1⁄2   |
| 1959年 | BRP （BRM）                         | P25      | BRM P25 2.5 L4            |          |         |         | FRA DSQ | GBR 2   |         |         |         |         |         |       | 3位  | 25 1⁄2   |
| 1960年 | ロブ・ウォーカー （クーパー）       | T51      | クライマックス FPF 2.5 L4 | ARG 3[a] |         |         |         |         |         |         |         |         |         |       | 3位  | 19       |
| 1960年 | ロブ・ウォーカー （ロータス）       | 18       | クライマックス FPF 2.5 L4 |          | MON 1   | 500     | NED 4   | BEL DNS | FRA     | GBR     | POR DSQ | ITA     | USA 1   |       | 3位  | 19       |
| 1961年 | ロブ・ウォーカー （ロータス）       | 18       | クライマックス FPF 1.5 L4 | MON 1    | NED 4   |         |         |         |         |         |         |         |         |       | 3位  | 21       |
| 1961年 | ロブ・ウォーカー （ロータス）       | 18/21    | クライマックス FPF 1.5 L4 |          |         | BEL 8   | FRA Ret | GBR Ret | GER 1   |         | USA Ret |         |         |       | 3位  | 21       |
| 1961年 | ロブ・ウォーカー （ロータス）       | 21       | クライマックス FPF 1.5 L4 |          |         |         |         |         |         | ITA Ret |         |         |         |       | 3位  | 21       |
| 1961年 | ロブ・ウォーカー （ファーガソン）   | P99      | クライマックス FPF 1.5 L4 |          |         |         |         | GBR DSQ |         |         |         |         |         |       | 3位  | 21       |

- 太字はポールポジション、斜字はファステストラップ。(key)
- † : 同じ車両を使用したドライバーに順位とポイントが配分された。（ハンス・ヘルマン）（カール・クリング）
- * : 同じ車両を使用したドライバーに順位とポイントが配分された。（チェーザレ・ペルディーサ（英語版））
- ‡ : 同じ車両を使用したドライバーに順位とポイントが配分された。（トニー・ブルックス）
- [a] ^ : チームメイトのモーリス・トランティニアンが40週目にリタイアした後、モスが車両を引き継いだ。車両共有のためノーポイントとなる。

### ル・マン24時間レース
| 年     | チーム                                   | コ・ドライバー               | 車両                              | クラス | 周回数 | 総合 順位 | クラス 順位 |
| ------ | ---------------------------------------- | ---------------------------- | --------------------------------- | ------ | ------ | --------- | ----------- |
| 1951年 | スターリング・モス                       | ジャック・フェアマン         | ジャガー・C-Type                  | S5.0   | 92     | DNF       | DNF         |
| 1952年 | ピーター・ウォーカー                     | ピーター・ウォーカー         | ジャガー・C-Type                  | S5.0   | -      | DNF       | DNF         |
| 1953年 | ジャガー・カーズLtd.                     | ピーター・ウォーカー         | ジャガー・C-Type                  | S5.0   | 300    | 2位       | 2位         |
| 1954年 | ジャガー・カーズLtd.                     | ピーター・ウォーカー         | ジャガー・D-Type                  | S5.0   | 92     | DNF       | DNF         |
| 1955年 | ダイムラー・ベンツAG                     | ファン・マヌエル・ファンジオ | メルセデス・ベンツ・300 SLR       | S3.0   | 134    | DNF       | DNF         |
| 1956年 | デイヴィッド・ブラウン                   | ピーター・コリンズ           | アストンマーティン・DB3S          | S3.0   | 299    | 2位       | 1位         |
| 1957年 | オフィチーネ・アルフィエーリ・マセラティ | ハリー・シェル               | マセラティ・450S ザガート・クーペ | S5.0   | 32     | DNF       | DNF         |
| 1958年 | デイヴィッド・ブラウン・レーシングDept.  | ジャック・ブラバム           | アストンマーティン・DBR1/300      | S3.0   | 30     | DNF       | DNF         |
| 1959年 | デイヴィッド・ブラウン・レーシングDept.  | ジャック・フェアマン         | アストンマーティン・DBR1/300      | S3.0   | 70     | DNF       | DNF         |
| 1961年 | ノース・アメリカン・レーシング・チーム   | グラハム・ヒル               | フェラーリ・250 GT SWB            | GT3.0  | 121    | DNF       | DNF         |

### セブリング12時間レース
| 年     | チーム                                 | コ・ドライバー                                                 | 車両                       | クラス | 周回数 | 総合 順位 | クラス 順位 |
| ------ | -------------------------------------- | -------------------------------------------------------------- | -------------------------- | ------ | ------ | --------- | ----------- |
| 1954年 | B.S.カニンガム                         | ビル・ロイド                                                   | オスカ・MT4 1450           | S1.5   | 168    | 1位       | 1位         |
| 1955年 | ドナルド・ヒーリー・モーターCo.        | ランス・マックリン                                             | オースチン・ヒーリー 100 S | S3.0   | 176    | 6位       | 5位         |
| 1956年 | デイヴィッド・ブラウン＆サンズ, Ltd.   | ピーター・コリンズ                                             | アストンマーティン・DB3S   | S3.0   | 51     | DNF       | DNF         |
| 1957年 | マセラティ・ファクトリー               | ハリー・シェル                                                 | マセラティ・300S           | S3.0   | 195    | 2位       | 1位         |
| 1958年 | デイヴィッド・ブラウン                 | トニー・ブルックス                                             | アストンマーティン・DBR1   | S3.0   | 90     | DNF       | DNF         |
| 1959年 | B.S.カニンガム                         | ブリッグス・カニンガム レイク・アンダーウッド ラス・ボス       | リスター・ジャガー         | S3.0   | 164    | 15位      | 6位         |
| 1959年 | ザ・リスターCorp.                      | アイバー・ビエブ                                               | リスター・ジャガー         | S3.0   | 98     | DSQ       | DSQ         |
| 1960年 | カモラディ・USA                        | ダン・ガーニー                                                 | マセラティ・ティーポ 61    | S3.0   | 136    | DNF       | DNF         |
| 1961年 | カモラディ・インターナショナル         | グラハム・ヒル                                                 | マセラティ・ティーポ 61    | S3.0   | -      | DNF       | DNF         |
| 1961年 | カモラディ・USA                        | マステン・グレゴリー ロイド・キャスナー                        | マセラティ・ティーポ 63    | S3.0   | -      | DNF       | DNF         |
| 1962年 | ノース・アメリカン・レーシング・チーム | イネス・アイルランド ジョン・ファルプ フェルナンド・タヴァーノ | フェラーリ・250 TRI/61     | S3.0   | 128    | DSQ       | DSQ         |

### ランス12時間レース
| 年     | チーム                   | コ・ドライバー       | 車両                         | クラス | 周回数 | 総合 順位 | クラス 順位 |
| ------ | ------------------------ | -------------------- | ---------------------------- | ------ | ------ | --------- | ----------- |
| 1953年 | ピーター・ホワイトヘッド | P.N.ホワイトヘッド   | ジャガー・C-Type             | S+2.0  | 243    | 1位       | 1位         |
| 1954年 | ジャガー・カーズLtd.     | ピーター・ウォーカー | ジャガー・C-Type             | -      | -      | DNF       | DNF         |
| 1956年 | スターリング・モス       | フィル・ヒル         | クーパー・クライマックス T39 | -      | -      | DNF       | DNF         |

### ミッレミリア
| 年     | チーム                                   | コ・ドライバー                   | 車両                       | クラス   | 総合 順位 | クラス 順位 |
| ------ | ---------------------------------------- | -------------------------------- | -------------------------- | -------- | --------- | ----------- |
| 1951年 | ジャガー                                 | フランク・レインボー             | ジャガー・XK120            | S/GT+2.0 | DNF       | DNF         |
| 1952年 | ジャガー・カーズLtd.                     | ノーマン・デュイス               | ジャガー・C-Type           | S+2.0    | DNF       | DNF         |
| 1953年 | ジャガー・カーズLtd.                     | モーティマー・モリス＝グッドール | ジャガー・C-Type           | S+2.0    | DNF       | DNF         |
| 1955年 | ダイムラー・ベンツAG                     | デニス・ジェンキンソン           | メルセデス・ベンツ 300 SLR | S+2.0    | 1位       | 1位         |
| 1956年 | オフィチーネ・アルフィエーリ・マセラティ | デニス・ジェンキンソン           | マセラティ・350S           | S+2.0    | DNF       | DNF         |
| 1957年 | オフィチーネ・アルフィエーリ・マセラティ | デニス・ジェンキンソン           | マセラティ・450S           | S+2.0    | DNF       | DNF         |

### ラリー・モンテカルロ
| 年     | チーム                 | コ・ドライバー                             | 車両                      | 順位 |
| ------ | ---------------------- | ------------------------------------------ | ------------------------- | ---- |
| 1952年 | サンビーム・タルボット | デズモンド・スキャネル ジョン・A・クーパー | サンビーム・タルボット 90 | 2位  |
| 1953年 | サンビーム・タルボット | デズモンド・スキャネル ジョン・A・クーパー | サンビーム・タルボット 90 | 6位  |
| 1954年 | サンビーム・タルボット | デズモンド・スキャネル ジョン・A・クーパー | サンビーム・タルボット 90 | 15位 |